# Saint John (dopływ Zatoki Fundy)
Saint John (ang. Saint John River, fr. Fleuve Saint-Jean) – rzeka w Stanach Zjednoczonych (stan Maine) oraz Kanadzie (prowincja Nowy Brunszwik) o długości 724 km oraz powierzchni dorzecza 66 000 km².
Źródła rzeki znajdują się w Appalachach, a uchodzi ona do zatoki Fundy.
Główne dopływy rzeki to:
- Aroostook,
- Tobique.

Na rzece Saint John znajduje się wiele progów oraz wodospadów. Wykorzystywana jest ona w energetyce oraz w żegludze (od miasta Fredericton).